# Eduardo Moses
Eduardo Moses Guzmán (14 de mayo de 1958 en Tampico, Tamaulipas, México) es un futbolista mexicano retirado. 
Jugó en la selección de fútbol de México que participó en la Copa Mundial de Fútbol Juvenil de 1977, jugando contra Francia, España y Túnez en la primera fase y la semifinal contra Brasil.

## Carrera
Debutó en el Tampico en 1977, pasando por el Monterrey, luego con el Atlante FC, donde fue subcampeón de liga en la temporada 1981-1982, después de ser líderes generales y caer en la gran final ante los Tigres de la UANL; permaneció como azulgrana, hasta la campaña 1988-1989 destacándose por su velocidad y ataque. Finalmente jugó en el Veracruz donde militó en el torneo 1989-1991 y se retiró.
Tiempo después se dedicó a la dirección técnica, en las fuerzas básicas del mismo club Veracruz.

## Trayectoria

### Clubes
| Club       | País   | Periodo     |
| ---------- | ------ | ----------- |
| Tampico    | México | 1977 - 1978 |
| Monterrey  | México | 1978 - 1979 |
| Atlante FC | México | 1979 - 1989 |
| Veracruz   | México | 1989 - 1991 |

## Palmarés

### Campeonatos internacionales
| Título                           | Club    | Lugar  | Año  |
| -------------------------------- | ------- | ------ | ---- |
| Copa de Campeones de la CONCACAF | Atlante | México | 1983 |